# Continentaal
Continentaal betekent 'behorend bij een continent'.

## Geologie
In de geologie, meer bepaald de sedimentologie, is continentaal een afzettingsmilieu op het land. Aardlagen die voornamelijk op het land ontstonden zijn continentale lagen. Het tegengestelde van continentaal is marien: een mariene laag is in zee afgezet, of in een oceaan. Er is een veelheid aan verschillende continentale lagen. Ze kunnen gevormd zijn door rivieren ("fluviatiel"), in moerassen, in meren ("lacustrien"), door stortvloeden in anders droge rivierbeddingen, door landijs ("glaciaal") of door de de wind ("eolisch"). Er bestaan ook "limnische" afzettingsmilieus - deze zitten tussen marien en continentaal in. Voorbeelden van limnische milieus zijn lagunes, rivierdelta's, en estuaria.
Een continentaal plat is het deel van een continent dat onder de zeespiegel is gelegen. Voorbeelden van het Europese continentaal plat zijn de Noordzee en de Oostzee. Lagen die in de zee op het continentaal plat ontstonden zijn niet continentaal maar marien.

## Cultuur en politiek
De term continentaal wordt in geopolitieke, politieke en culturele zin gebruikt om de verschillen aan te duiden tussen een vasteland en de omliggende eilanden, met name het vasteland van Europa en de Britse eilanden. De Britse eilanden omvatten Groot-Brittannië en Ierland, met daarop de twee politieke entiteiten van het Verenigd Koninkrijk en de Republiek Ierland. Een voorbeeld is het Europese continentaal recht, dat wordt onderscheiden van de common law, het rechtsstelsel dat in Engeland, Noord-Ierland, de Ierse republiek, en buiten Europa, in voormalige Britse koloniën als de Verenigde Staten, Canada, Australië, India, Pakistan en verschillende Afrikaanse staten wordt toegepast (Schotland heeft een gemengd rechtssysteem).
De benaming the Continent wordt in beide Europese eilandstaten gebruikt om er in geografische, politieke en culturele zin het vasteland van Europa mee aan te duiden.
Een andere toepassing is het onderscheid tussen het Euraziatisch continent en de meer maritiem gerichte Westerse wereld.